# Alexandre de Hohenlohe-Schillingsfürst (1862-1924)
Pour les articles homonymes, voir Maison de Hohenlohe et Alexandre de Hohenlohe-Waldenbourg-Schillingsfürst.
Alexandre de Hohenlohe-Schillingsfürst (6 août 1862 à Lindau-16 mai 1924 à Badenweiler) est un prince et homme politique allemand, il fut député de la circonscription de Haguenau-Wissembourg, puis président du district de Colmar jusqu'à sa disgrâce en 1906. Il a laissé d'intéressants mémoires.

## Un prince allemand
Troisième fils du prince Chlodwig zu Hohenlohe-Schillingsfürst, qui fut premier ministre (prussophile) de Bavière, puis gouverneur d'Alsace-Lorraine et chancelier du Reich, et de la princesse Marie de Sayn-Wittgenstein-Berlebourg, il naquit en 1862 en même temps que son frère jumeau (et aîné) Maurice, officier dans l'armée prussienne qui épousera en 1893 la princesse Rose de Salm-Reifferscheidt-Krautheim dont il aura trois enfants : François-Joseph en 1894, Marie-Anne en 1895, Charles en 1897. 
Les deux frères ont une sœur et un frère aînés : Elisabeth née en 1847, Philippe-Ernest né en 1853 épousera en 1882 Chariclée, princesse Ypsilanti.
Le prince Alexandre épouse le 16 mai 1895 Emanuela di Tricase-Moltano, princesse douairière de Solms-Braunfels, née en 1854. 
Secrétaire puis conseiller de son père à Strasbourg, il fut poussé par celui-ci à se présenter aux élections législatives de 1893 où il fut élu à une large majorité dans une circonscription rurale et catholique malgré l'opposition du clergé local. Il fut élu une seconde fois en 1898. Il fut ensuite nommé gouverneur du district de Colmar.
Le prince s'attela à faire publier les mémoires de son père décédé en 1901 ce qui déplut autant à Berlin qu'à Vienne ou Saint-Pétersbourg. Issu d'une maison souveraine médiatisée, le prince Alexandre ne craignait pas de parler d'égal à égal avec les souverains de son temps y compris le Kaiser dont la dynastie était plus récente que la sienne. Cette liberté de ton lui valut la disgrâce mais plutôt qu'être renvoyé, il préféra démissionner de son poste de gouverneur du district de Colmar dès 1906.
Il se consacra alors à sa vie personnelle, voyageant en compagnie de son épouse et séjournant dans sa villa de Nice.
Néanmoins, en 1909, il ne craint pas de préfacer l'édition française des  mémoires de son père. En cette période de nationalismes exacerbés, le prince n'hésite pas à écrire : « Dans mon pays, les gouvernants sont plus éloignés qu'ailleurs de ceux qu'ils gouvernent. »
Le prince rédigera des « Souvenirs » qui ne seront publiés qu'après sa mort en 1928. Il s'y livre à une analyse subtile et franche de la situation de l'Alsace-Lorraine, entité artificielle qui amalgame deux peuples qui ont peu de choses en commun. 
En 1914, sommé par le gouvernement français de quitter la France, il quitte Nice pour la Suisse où il entame une carrière de journaliste pacifiste et pro-européen, condamnant notamment l’utilisation des gaz asphyxiants au cours de la Première Guerre mondiale. Ses opinions lui valurent d'être surnommé le « démocrate rouge ». En 1917, sa cousine, la princesse Françoise de Hohenlohe-Schillingsfürst épouse l'archiduc Maximilien-Eugène d'Autriche, frère cadet de l'empereur Charles Ier d'Autriche.
Rentré en Allemagne après la défaite et la chute de la monarchie, il y meurt le 16 mai 1924 à l'âge de 62 ans.

### Œuvre
- (de) Aus meinem Leben, Francfort-sur-le-Main, Frankfurter Societät, 1925
- Souvenirs d'Alsace-Lorraine, 1870-1923, d'Alexandre de Hohenlohe, traduction d'Edmond Dupuydauby, introduction et notes de Laurent Schang. Éditions des Paraiges et Le Polémarque Éditions, 2012.

### Biographie
- (de) Hermann Hiery, Reichstagswahlen im Reichsland. Ein Beitrag zur Landesgeschichte von Elsass-Lothringen und zur Wahlgeschichte des Deutschen Reiches 1871–1918, Dusseldorf, Droste, 1986, 520 p. (ISBN 978-3-7700-5132-8, BNF 36621581), p. 457–458
- (de) Volker Stalmann, « Der „rote“ Prinz. Prinz Alexander zu Hohenlohe-Schillingsfürst (1862–1924) », Zeitschrift für Württembergische Landesgeschichte (ZWLG), no 63,‎ 2004, p. 271–308
- (de) Patrick Bormann, Alma Hannig (dir.) et Martina Winkelhofer-Thyri (dir.), Die Familie Hohenlohe. Eine europäische Dynastie im 19. und 20. Jahrhundert, Cologne, Böhlau, 2013, 413 p. (ISBN 978-3-412-22201-7, BNF 43769223), « Prinz Alexander zu Hohenlohe-Schillingsfürst (1862–1924). Der adlige „Friedensfreund“ im Schweizer Exil », p. 157–179